# Nikoli
Nikoli (jap. 株式会社ニコリ Kabushiki-gaisha Nikori) – japońskie wydawnictwo, które specjalizuje się w grach, a szczególnie zagadkach logicznych. Nikoli to także kwartalnik (którego pełna nazwa to Puzzle Communication Nikoli) wydawany przez spółkę. Nikoli stały się znane na całym świecie wraz z popularnością sudoku.
Nikoli znane jest ze swojej ogromnej biblioteki "niezależnych kulturowo" zagadek. Przykład językowo/kulturowo zależnego gatunku puzzli są krzyżówki, które opierają się na określonym języku i alfabecie. Z tego powodu zagadki Nikoli są często czysto logiczne, a także numeryczne.
Sudoku, najbardziej popularne łamigłówki w Japonii, zostały spopularyzowane w świecie anglojęzycznym w 2005 roku, choć oryginalnie tworzone przez amerykańskie czasopismo Dell Magazines i dystrybuowane od lat. Magazyn wymyślił kilka nowych gatunków zagadek i wprowadzono kilka nowych gier w Japonii.

## Publikacje

### Regularne
- Puzzle Communication Nikoli (jap. パズル通信ニコリ (Pazuru Tsūshin Nikori) (od 1980)
- Pensil Puzzle Book (jap. ペンシルパズル本 Penshiru Pazuru Hon) (od 1986)
- Puzzle the Giants (jap. パズル・ザ・ジャイアント Pazuru za Jaianto) (od 1992)
- Dekabiro (jap. デカビロ Dekabiro) (od 1997)
- Puzzle BOX (jap. パズルBOX Pazuru BOX) (od 2000)
- Itsu demo Crossword (jap. いつでもクロスワード Itsu demo Kurosuwādo) (od 2003)
- Gekikara Sudoku (jap. 激辛数独 Gekikara Sūdoku) (od 2004)
- Penpa MIX (jap. ペンパMIX Penpa MIX) (od 2004)
- Sudoku Communication (jap. 数独通信 Sūdoku Tsūshin) (od 2006)

### Inne
- N.G.
- Crossby (jap. クロスビー Kurosubī) (1983–1992)
- Sudoku Book (jap. 数独ブック Sūdoku Bukku)

## Zagadki Nikoli
Niektóre spośród wydawanych przez spółkę zagadek:
- Akari (jap. あかり światło)
- Edel (jap. エデル Ederu)
- Hashiwokakero (jap. 橋をかけろ Hashi o kakero; "Buduj mosty!")
- Inshi no heya (jap. 因子の部屋)
- Kakuro (jap. カックロ)
- Keiuke (jap. ケイスケ)
- Nurikabe (jap. ぬりかべ)
- Seek Word (jap. シークワーズ Shīku Wāzu)
- Sudoku (jap. 数独 Sūdoku)
- Yajilin (jap. ヤジリン)